# Communauté de communes Val de Saône Centre
La communauté de communes Val-de-Saône Centre est une communauté de communes située dans l'Ain et regroupant 15 communes.

## Historique
Elle est créée le 1er janvier 2017 par la fusion de la communauté de communes Val-de-Saône Chalaronne et de la communauté de communes Montmerle Trois Rivières.

## Territoire communautaire

### Géographie
D'une superficie d'environ 15 760 hectares, la communauté de communes est bordée à l'ouest par la Saône et se situe au carrefour de trois départements (l'Ain, la Saône-et-Loire et le Rhône), à proximité de pays comme la Dombes, la Bresse et le Beaujolais. Elle est située à proximité de Villefranche-sur-Saône (15 km), Mâcon (20 km), Bourg-en-Bresse (30 km) et Lyon (50 km).

### Composition
La communauté de communes est composée des 15 communes suivantes :

| Nom                          | Code Insee | Gentilé      | Superficie (km2) | Population (dernière pop. légale) | Densité (hab./km2) |
| ---------------------------- | ---------- | ------------ | ---------------- | --------------------------------- | ------------------ |
| Montceaux (siège)            | 01258      | Montcelliens | 10,03            | 1 202 (2022)                      | 120                |
| Chaleins                     | 01075      | Chalinois    | 17               | 1 436 (2022)                      | 84                 |
| Francheleins                 | 01165      |              | 13,56            | 1 593 (2022)                      | 117                |
| Garnerans                    | 01167      |              | 8,57             | 685 (2022)                        | 80                 |
| Genouilleux                  | 01169      | Génoliens    | 4,08             | 675 (2022)                        | 165                |
| Guéreins                     | 01183      | Guerinois    | 4,51             | 1 503 (2022)                      | 333                |
| Illiat                       | 01188      | Illiatis     | 20,37            | 696 (2022)                        | 34                 |
| Lurcy                        | 01225      | Luperciens   | 4,81             | 404 (2022)                        | 84                 |
| Messimy-sur-Saône            | 01243      | Messimiens   | 5,95             | 1 312 (2022)                      | 221                |
| Mogneneins                   | 01252      |              | 8,57             | 824 (2022)                        | 96                 |
| Montmerle-sur-Saône          | 01263      | Montmerlois  | 4,16             | 3 798 (2022)                      | 913                |
| Peyzieux-sur-Saône           | 01295      | Piéziacois   | 8,66             | 656 (2022)                        | 76                 |
| Saint-Didier-sur-Chalaronne  | 01348      | Désidériens  | 24,98            | 2 969 (2022)                      | 119                |
| Saint-Étienne-sur-Chalaronne | 01351      |              | 20,99            | 1 625 (2022)                      | 77                 |
| Thoissey                     | 01420      | Thoisseyens  | 1,34             | 1 644 (2022)                      | 1 227              |

### Démographie
| 1968  | 1975  | 1982   | 1990   | 1999   | 2009   | 2014   | 2020   |
| ----- | ----- | ------ | ------ | ------ | ------ | ------ | ------ |
| 9 103 | 9 457 | 11 259 | 13 213 | 15 145 | 18 887 | 20 075 | 20 805 |

## Administration

### Siège
Le siège de la communauté de communes est situé au parc Visiosport à Montceaux.

### Les élus
Le conseil communautaire de la communauté de communes se compose de 36 conseillers, élus pour une durée de six ans.
Ils sont répartis comme suit :
| Nombre de conseillers | Communes |
| --------------------- | --- |
| 6                     | Montmerle-sur-Saône |
| 4                     | Saint-Didier-sur-Chalaronne |
| 3                     | Thoissey |
| 2                     | Chaleins, Francheleins, Garnerans, Genouilleux, Guéreins, Illiat, Messimy-sur-Saône, Mogneneins, Montceaux, Peyzieux-sur-Saône, Saint-Étienne-sur-Chalaronne |
| 1 (+1 suppléant)      | Lurcy |

### Présidence
| Période    | Période  | Identité                | Étiquette     | Qualité            |
| ---------- | -------- | ----------------------- | ------------- | ------------------ |
| avril 2014 | En cours | Jean-Claude Deschizeaux | Divers droite | Maire de Montceaux |

### Régime fiscal et budget
Le régime fiscal de la communauté de communes est la fiscalité professionnelle unique (FPU).

## Pour approfondir